# وزنکووو
وزنکووو (به بلغاری: Vezenkovo) یک منطقهٔ مسکونی در بلغارستان است که در استان بورگاس واقع شده‌است.